# برونو لیما
برونو لیما (انگلیسی: Bruno Lima)، (زاده ۴ فوریه ۱۹۹۶) یک بازیکن والیبال اهل آرژانتین است. وی عضو تیم ملی والیبال مردان آرژانتین و باشگاه ترکیه ای افیون بلدیه یونتاش است. او در بازی‌های المپیک ۲۰۱۶ برای آرژانتین شرکت کرد.